# Kurt Ekholm
Kurt Wilhelm Ekholm (Helsinki, 14 februari 1907 - Göteborg, 16 februari 1975) was een Finse keramist.

## Loopbaan
Ekholm studeerde in Zweden aan de Konstfackskolan in Stockholm en liep daarna stage bij de porseleinfabriek Rörstrand. In 1932 keerde hij terug naar zijn geboorteland om artistiek directeur te worden van de Arabia-aardewerkfabriek in Helsinki. Hij leidde de afdeling voor industriële vormgeving, die tot bloei kwam door het aantrekken van talentvolle ontwerpers als Toini Muona, Birger Kaipiainen, Rut Bryk en Kaj Franck, aan wie hij alle vrijheid gaf om zich individueel te ontwikkelen. In 1938 werd hij tevens docent in de keramische geschiedenis aan de School voor kunst en grafische vormgeving in Helsinki. In 1948 verhuisde hij naar Zweden, waar hij werkte aan de Slöjdföreningens-school in Göteborg, eerst als leraar keramiek en van 1950 tot 1966 als directeur.
Als ontwerper van keramiek streefde hij eenvoud van vorm na, waardoor hij bij Arabia een belangrijke impuls gaf aan de ontwikkeling van Fins design zoals dat internationaal bekend is geworden. Zijn opvolger als artistiek directeur, Kaj Franck, zette die lijn voort.